# Nicolaes van Gelder

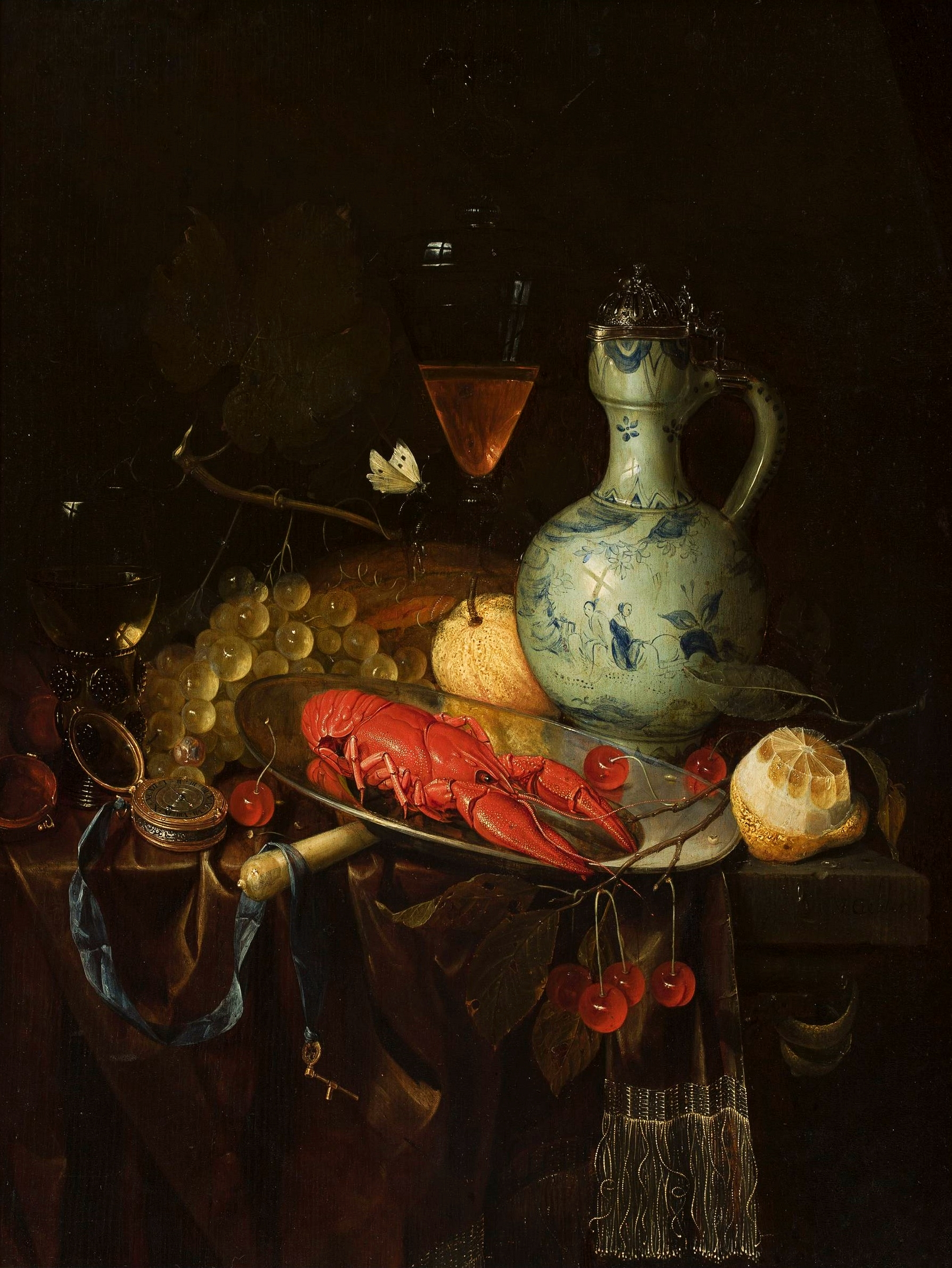
Hummer och fruktstilleben av Nicolaes van Gelder.

Nicolaes van Gelder eller Claes Gelder, född omkring 1636 i Leiden, död 1676 i Amsterdam, var en Holländsk stillebenmålare.
Han var son till skräddaren Pieter Harmanz van Gelder och Hester Claesdr. de Koningh och gift med Catharina Nederhoven. van Gelder var verksam som konstnär i Stockholm 1660–1661 och efter en period i Leiden vistades han i Köpenhamn 1673 där hans dotter föddes, senare verkade han i Amsterdam. Hans konst består av stillebenmåleri med fruktmotiv i en stil som företräddes av Willem van Aelst. 
van Gelder är representerad på Nasjonalgalleriet i Oslo, Statens Museum for Kunst i Köpenhamn samt vid flera museer på kontinenten.